# 大原裕美
大原 裕美（おおはら ひろみ、1978年6月1日 - ）は、日本のフリーアナウンサー。

## 来歴
静岡県立清水東高等学校、フェリス女学院大学文学部英文学科（異文化コミュニケーションを学ぶ）、国立台湾師範大学國語教學中心（2009年）に通学。その他、コロンビア大学ALP、ニューヨーク州立ファッション工科大学での履修歴がある。
以前は、ファイナンシャルアカデミーで「お金の教養講座」や「家計簿講座」、一般社団法人HANASO Speech Academyで話し方の講師もしていた。その他、中高生に向けたキャリア教育講座や、大学生や社会人に向けたプレゼン講座を担当。

## 資格
総合旅行業務取扱管理者、日商簿記２級、ファイナンシャルプランナー、秘書検定2級、マネーマネジメントコーチ、ベジタブル&フルーツジュニアマイスター等

## 過去の担当番組

### 静岡放送（SBS）時代
テレビ
- SBSスポーツ熱風スタジアム（司会）
- i-mode OTOナマズ（司会）
- i-mode M+（司会）
- Soleいいね!（中継）
- 静岡発!そこ知り（リポーター）
- ウォッチ!（静岡県内からの中継）
- スキスキcheck（ナビゲーター）

ラジオ

夕焼けワイド（パーソナリティー）
- らじおの王子様（パーソナリティー）
- 土曜はごきげん（パーソナリティー）
- 静岡一短い手紙（ナレーター）

### テレビ神奈川（tvk）時代
- 新車情報（野中美里不在時のリリーフ 2004年度）
- 新車ファイル クルマのツボ(2005年度)
- ニュース930（2005年度）
- とっておき自遊食感ハマランチョ（月・火曜後半、水曜前半 2004年度）
- 高校野球ニュース

### フリー後
tvk
- 第58回横浜国際仮装行列中継（リポーター 2008.5.3）
- 神奈川県議会レポート（インタビュアー）
- tvkニュース・天気（不定期 2009.11 - 2011.3）
- tvk NEWSハーバー（月曜キャスター 2010年度）
- カナフルTV（MC 2011.1 - 2011.3）

J-WAVE
ニュースルーム（J-WAVE、金曜午前・土曜午後 2008年度-2011年3月）

SBSラジオ
IPPO（静岡放送ラジオ） - 木曜・金曜キャスター、2015年4月 -2020年3月
ラジオ日本・読売新聞よみラジ（アシスタントMC 2017.4-2020.3)